# Limite di bosco in primavera
Limite di bosco in primavera (Lisière de bois au printemps) è un dipinto a olio su tavola realizzato tra il 1882 ed il 1883 dal pittore Georges-Pierre Seurat.
È conservato nel Musée d'Orsay di Parigi.